# 1917 en Bretagne
 Chronologie de la Bretagne
- 1913
- 1914
- 1915
- 1916
- 1917
- 1918
- 1919
- 1920
- 1921

Cette page recense des événements qui se sont produits durant l'année 1917 en Bretagne.

## Première Guerre mondiale
- 26 juin : le premier convoi de soldats américains débarque à Saint-Nazaire[1].
- 12 novembre : 12 171 Marines américains débarquent à Brest, dans le camp de Pontanézen. Au plus fort de ses capacités, le camp accueillera 90 000 hommes[1].
- 27 novembre : Les Américains installent une base aéronavale au Croisic[2].

## Société

### Naissance
- 12 février : Jules Paressant, chirurgien et peintre[2].
- 12 août : Angèle Vannier, poétesse[2].

### Décès
- 14 juin à Bieuzy-les-Eaux (Morbihan) : Jean-Mathurin Cadic, prêtre (Ordonné prêtre en 1869) et poète breton, né à Kerfourn (Morbihan) le 2 avril 1843.

- 26 décembre : Judith Gautier, femme de lettres, première femme élue à l'académie Goncourt[2].

## Culture

### Littérature
- Charles Géniaux reçoit le grand prix du roman de l'Académie française pour La Passion d'Armzllz Louanais[2].

### Musique
- Lionel de La Laurencie fonde la revue Société française de musicologie[2].

## Sports
- Le Stade nantais université club remporte la Coupe de l'Espérance de rugby à XV[2].